# دبي لتطوير الاقتصاد الإسلامي
مركز دبي لتطوير الاقتصاد الإسلامي: تأسس المركز عام 2013 بتوجيهات الشيخ محمد بن راشد آل مكتوم وذلك لتعزيز وترسيخ مكانة دبي كعاصمة عالمية للاقتصاد الإسلامي. ويضطلع الشيخ حمدان بن محمد بن راشد آل مكتوم، بمهمة الإشراف على تطوير قطاع الاقتصاد الإسلامي ليكون أحد القطاعات الأساسية في اقتصاد إمارة دبي. وفي قطاع الاقتصاد الإسلامي، فقد حرصت إمارة دبي على أن يكون لها السبق في إنشاء أول مصرف إسلامي بالعالم في سبعينات القرن الماضي، إضافة لوجود أول سوق مالي إسلامي فيها.

## الأهداف الاستراتيجية للمركز

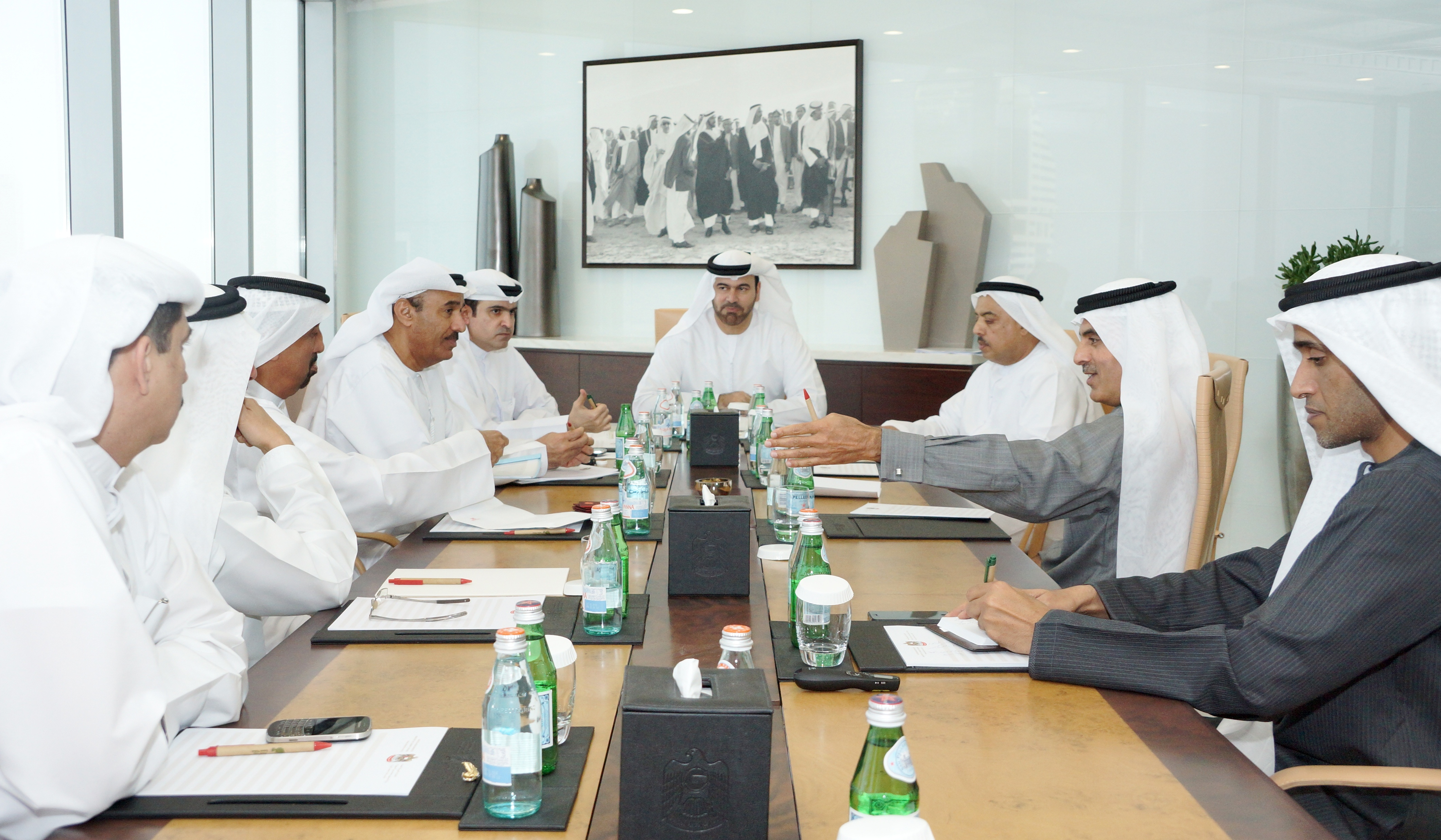
الاجتماع الأول للجنة العليا لمركز دبي لتطوير الاقتصاد الإسلامي في يناير 2013

يحقق إنشاء مركز دبي لتطوير الاقتصاد الإسلامي، الذي ترأسه محمد عبدالله القرقاوي لدى تأسيسه في ديسمبر 2013 حتى يناير 2020، عدة أهداف إستراتيجية تشمل تعزيز مكانة دبي لتصبح عاصمة عالمية للاقتصاد الإسلامي، والنهوض بالأنشطة الاقتصادية المتوافقة مع الشريعة الإسلامية في قطاع السلع وقطاع الخدمات المالية وغير المالية باعتبارها أحد الأعمدة الرئيسة التي يقوم عليها اقتصاد دبي، علاوة على الترويج لدبي إقليمياً ودولياً كمركز رئيس للسلع والخدمات المالية وغير المالية المتوافقة مع الشريعة الإسلامية، والعمل على بناء قاعدة معلومات حول الأنشطة الاقتصادية الإسلامية، وتشجيع اللجوء إلى التحكيم في المنازعات المتعلقة بالأنشطة الاقتصادية الإسلامية.

## مجلس إدارة المركز
في 23 يناير 2020، أصدر الشيخ محمد بن راشد آل مكتوم المرسوم رقم (3) لسنة 2020 الذي ينص على تشكيل مجلس إدارة مركز دبي لتطوير الاقتصاد الإسلامي، بإشراف الشيخ حمدان بن محمد بن راشد آل مكتوم. ووفقاً للمرسوم يُشكّل مجلس إدارة المركز برئاسة معالي سلطان بن سعيد المنصوري. وعضوية: مُدير عام دائرة التنمية الاقتصادية بدبي، نائباً للرئيس، ورئيس مجلس إدارة غُرفة تجارة وصناعة دبي، ورئيس مجلس إدارة مؤسسة الأوقاف وشؤون القُصّر ومُحافِظ مركز دبي المالي العالمي، ومُدير عام بلدية دبي، ومُدير عام دائرة الشؤون الإسلاميّة والعمل الخيري بدبي، ومُدير عام دائرة السياحة والتسويق التجاري، وأمين عام مجلس المناطق الحُرّة في إمارة دبي، بالإضافة إلى المُدير التنفيذي لمركز دبي لتطوير الاقتصاد الإسلامي.

## الاختصاصات والمهام
وفقاً للقانون رقم 42 لسنة 2013 الذي أصدره الشيخ محمد بن راشد آل مكتوم، فإن اختصاصات «مركز دبي لتطوير الاقتصاد الإسلامي» تتضمن رسم السياسة العامة ووضع الخطط الاستراتيجية لتطوير القطاع في الإمارة، وتطوير معايير شاملة وموحّدة للحكم على مدى انسجام أي سلعة أو خدمة مالية أو غير مالية مع أحكام الشريعة الإسلامية، وترويج هذه المعايير محلياً وعالمياً، إلى جانب استحداث نظام لاعتماد مطابقة المنتجات من سلع وخدمات مالية أو غير مالية مع المعايير التي يعتمدها المركز، وإصدار الشهادات اللازمة لذلك.
كما يتولى المركز إجراء الدراسات والبحوث المتخصصة في الاقتصاد الإسلامي، وتحديد مدى مساهمة الأنشطة الاقتصادية المتفقة مع الشّريعة الإسلامية في الناتج المحلي الإجمالي للإمارة، وكيفية تطويرها لغايات تحقيق أهداف المركز.

## المبادرات والفعاليات
انبثق عن مركز دبي لتطوير الاقتصاد الإسلامي العديد من الفعاليات والمبادرات الهادفة لتعزيز مكانة دبي كعاصمة للاقتصاد الإسلامي، منها:
- القمة العالمية للاقتصاد الإسلامي

دشنت القمة العالمية للاقتصاد الإسلامي في 25 نوفمبر 2013، بتنظيم غرفة تجارة وصناعة دبي ومركز دبي لتطوير الاقتصاد الإسلامي بالتعاون مع وكالة «تومسون رويترز» حيث خلقت القمة منصة للشركات والمؤسسات الحكومية والخاصة إضافة إلى البنوك، لمناقشة وتبادل الآراء والأفكار حول سُبل وآليات تطوير القطاعات المكونة للاقتصاد الإسلامي.
- بوابة الاقتصاد الإسلامي العالمي الإلكترونية «سلام»

أطلق الشيخ محمد بن راشد آل مكتوم بوابة الاقتصاد الإسلامي العالمي الإلكترونية «سلام» انسجاماً مع إستراتيجية دبي لتطوير الاقتصاد الإسلامي التي تم إعلانها في العام 2013. وتم إطلاق بوابة «سلام» الإلكترونية التي طورت بالشراكة بين المركز و «تومسون رويترز» خلال اليوم الأول من «القمة العالمية للاقتصاد الإسلامي» في عام 2015.
- المنظمة العالمية للأوقاف

في عام 2016، أعلن محمد عبدالله القرقاوي، عن إطلاق «المنظمة العالمية للأوقاف» من قبل مؤسسة الأوقاف وشؤون القصّر بدبي بالتعاون مع مركز دبي لتطوير الاقتصاد الإسلامي ومركز محمد بن راشد العالمي لاستشارات الوقف والهبة، بهدف إلى تطوير القطاع الوقفي وتوحيد الجهود بين الهيئات والمؤسسات الوقفية العالمية لتعزيز دور الوقف كدعامة أساسية لتنمية المجتمعات ورافداً رئيسياً للتنمية الاقتصادية.

## إستراتيجية خمسية
في العام 2017، قام مركز دبي لتطوير الاقتصاد الإسلامي بتحديث استراتيجيته للسنوات الخمس المقبلة 2017-2021 والتي تركز على الارتقاء بمساهمة الاقتصاد الإسلامي في الناتج الإجمالي المحلي ووضع مؤشرات قياس لنمو القطاعات الرئيسية وفق الاستراتيجية المحدثة وهي: التمويل الإسلامي، قطاع الحلال ونمط الحياة الإسلامي الذي يجمع الثقافة والفنون والسياحة العائلية. وتدعم هذه القطاعات ثلاث ركائز هي: المعرفة، المعايير والاقتصاد الإسلامي الرقمي نظراً لأهمية كل ركيزة منها في خلق بيئة مشجعة على الابتكار والاستثمار المستدام والتنمية الحقيقية.
وتستهدف الاستراتيجية المحدّثة ترسيخ المكانة الرائدة التي حققتها دبي والإمارات في قيادة نمو الاقتصاد الإسلامي محلياً وإقليمياً وعالمياً لتكون مرجعية عالمية موثوقة لمنظومة الاقتصاد الإسلامي.